# Пайнтаун
29°49′00″ пд. ш. 30°51′00″ сх. д. / 29.81667° пд. ш. 30.85000° сх. д.

Пайнтаун, англ. Pinetown — містечко, розташоване за 16 км на захід від м. Дурбан у провінції Квазулу-Наталь, ПАР.
Поселення виникло на місці станції пересадки поштових диліжансів, що курсували між містами Дурбан і Пітермаріцбург. Поштову станцію  Wayside Hotel  було засновано у 1849 році на ділянці каньйону Соленої ріки, яку було придбано компанією AK Murray. Поселення, що було розбудоване поблизу поштової станції, отримало назву на честь Бенджаміна Пайна, губернатора колонії Наталь (на сьогодні — Квазулу-Наталь). Статус самостійного муніципального утворення набуло в 1942 році, а статус міста — в 1949 році.
В Пайнтауні був створений Еджвудський коледж, який пізніше було реорганізовано в Еджвудський кампус університету Квазулу-Наталь.
У містечку також розташований завод MAN Truck & Bus (ПАР).